# Фусс, Виктор Егорович
Виктор Егорович Фусс (9 [21] ноября 1839 — 31 марта [13 апреля] 1915) — астроном. Сотрудник Пулковской обсерватории в период с 1862 по 1871 год.

## Биография
Виктор Егорович Фусс родился в 1838 году в семье обрусевших немцев. Его предки работали при русской Академии наук с конца XVIII века. В детстве много времени проводил в Вильне в обсерватории, которой заведовал его отец, умерший в 1854 году. Виктор Фусс после окончания гимназии в Вильне поступил в Петроградский университет. Позже Виктор Фусс решил перейти в Дерптский университет, который в то время был известен высоким уровнем преподавания и астрономической обсерваторией.
В 1861 году Фусс завершил свою учёбу в университете с должностью кандидата и поступил в Пулковскую обсерваторию на должность сверхштатного вычислителя. На этой должности он пробыл до 1866 года, пока не был назначен адъюнктом.
В Известиях Академии наук были напечатаны статьи Фусса о вычислении орбиты кометы 1861 III и об исследовании орбиты двойной звезды Σ3062. Благодаря последнему исследованию В. Е. Фуссу присвоили звание магистра астрономии.
С августа 1867 года по сентябрь 1869 года Виктор Фусс проводил исследования астрономической рефракции вблизи горизонта. Результаты исследований были занесены в таблицы рефракции Пулковской обсерватории. В то время организовывались научные экспедиции для определения разностей долгот обсерваторий. В одной из них, когда определялась разность долгот Гельсингфорса и Стокгольма, принял участие Фусс вместе с М. О. Нюреном. Наблюдения были изложены в статье и опубликованы за подписью обоих участников. Статья была опубликована в мемуарах академии за 1871 год.
С 1862 по 1871 год Виктор Егорович Фусс работал в Пулковской обсерватории. В 1872 году начал работать в Морской обсерватории в Кронштадте вплоть до 1904 года, пока не вышел в отставку. В Морской обсерватории был сделан уклон на исследование хронометров, секстантов и других навигационных инструментов. В. Е. Фусс больше всего времени уделял изучению хронометров.
В 1878 году был напечатан перевод труда Е.Каспари, сделанный Фуссом и размещённый в Морском сборнике.
Виктор Фусс умер на семьдесят пятом году жизни 31 марта 1915 года.

## Память
В честь учёного названы мыс (в 1900 году участниками Русской полярной экспедиции) и полуостров (в 1961 году) на северном побережье полуострова Таймыр.